# Dominikanerkloster Budweis

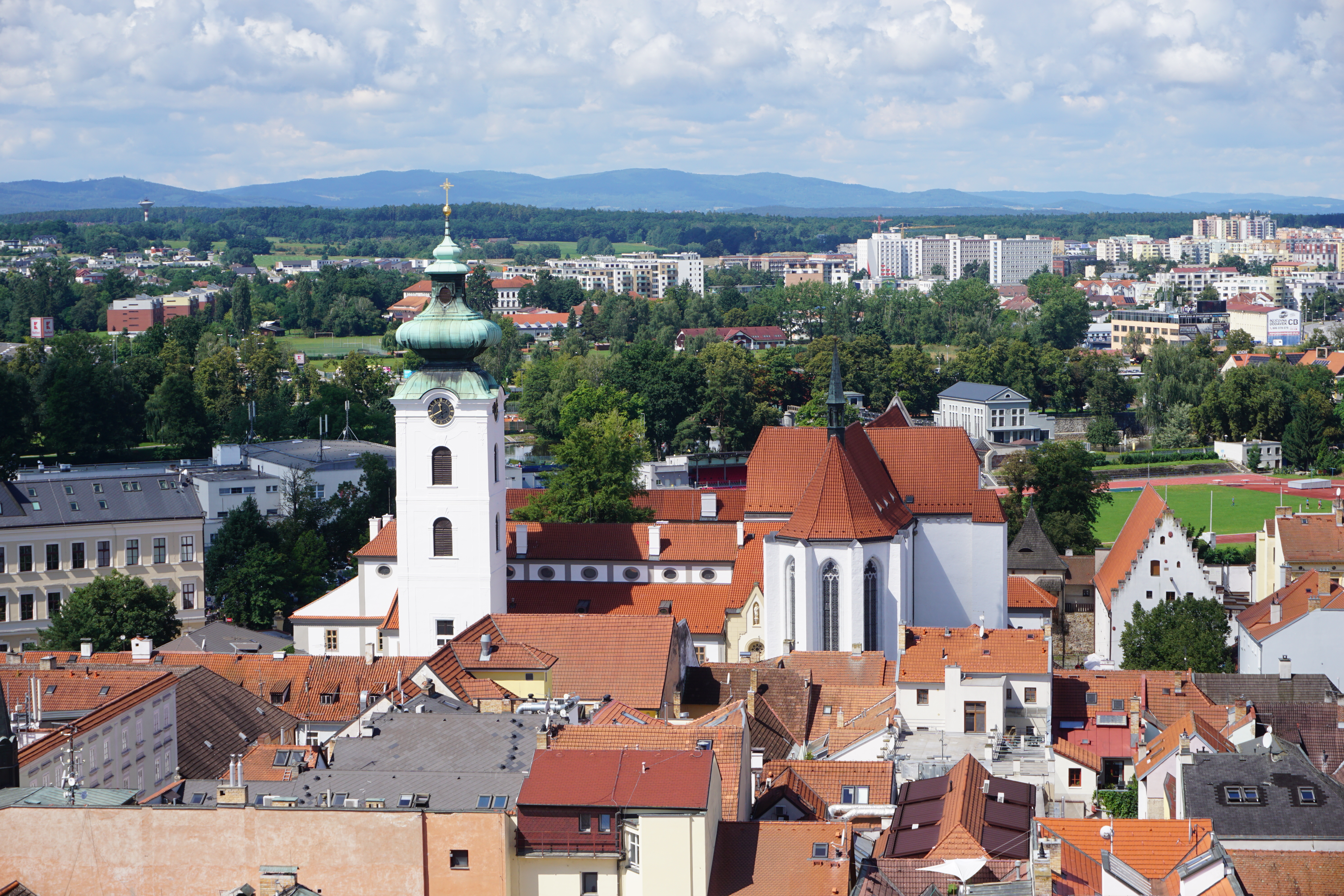
Dominikanerkloster und -kirche (vom Schwarzen Turm aus gesehen)

Das ehemalige Dominikanerkloster ist zusammen mit Teilen der Stadtbefestigung das älteste Bauwerk der Stadt Budweis. Die Klosteranlage befindet sich am nordwestlichen Ende der historischen Innenstadt zwischen der Maltsch, die unmittelbar danach in die Moldau mündet, dem Piaristenplatz (im Mittelalter ein Friedhof) und der Česká Ulice (der Tschechischen Straße). Hauptsehenswürdigkeit ist der gotische Kreuzgang mit seinen Wandmalereien.

## Geschichte

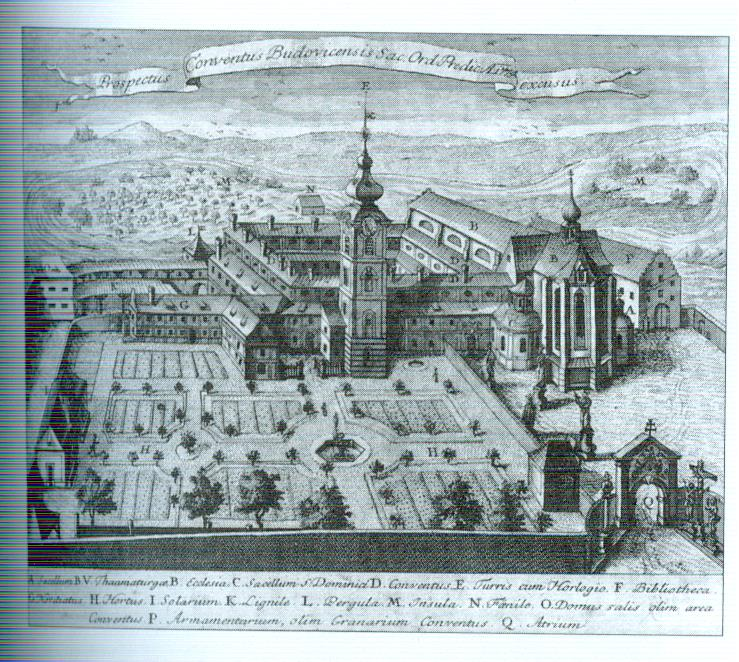
Historische Ansicht

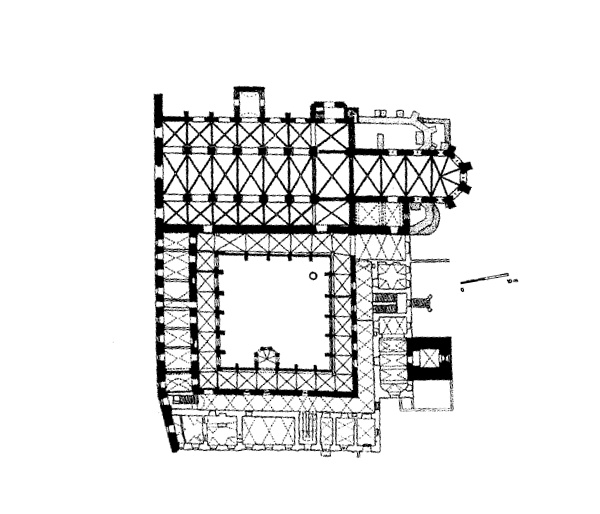
Grundriss

König Přemysl Otakar II., der bereits in den Jahren 1254 bis 1261 das Land ob der Enns geformt und 1263 das Kloster Goldenkron gestiftet hatte, gründete im Jahr 1265 am Zusammenfluss von Maltsch und Moldau und mitten im Herrschaftsgebiet der Rosenberger das Kloster und die Stadt Budweis. Das aus Stein errichtete Klostergebäude bildete einen wesentlichen Teil der Stadtbefestigung. 
Aus frühgotischer Zeit sind der Kreuzgang und Teile der Kirche erhalten. Die Konventgebäude wurden hingegen im Lauf der Jahrhunderte immer wieder – oftmals in Folge von Stadtbränden – umgebaut.
Mitte des 16. Jahrhunderts verwaiste das Kloster, wodurch auch die Klosterbibliothek verloren ging. Die leeren Räume des Klosters wurden einerseits vom Salzamt genutzt, andererseits errichtete man darin auf Grund der im nahegelegenen Rudolfov und Adamov gesteigerten Silbergewinnung im Jahr 1569 eine Münzstätte. Zu diesem Zweck wurde das „Münzgezeug“ der Münzstätte Linz, die 1558 aufgelassen worden war, nach Budweis gebracht. Die Budweiser Münze war bis zum Einfall des von Laurentius Ramée befehligten Passauer Kriegsvolks am 31. Jänner 1611 in Betrieb. Die Söldnertruppe wurde vier Monate lang im Dominikanerkloster und benachbarten Gebäuden einquartiert und verwüstete während dieser Zeit auch die Bergwerksanlagen in Rudolfov und Umgebung. Der dritte und letzte Budweiser Münzmeister Christoph Mattighofer versuchte daraufhin jedoch vergeblich, die Münzstätte in Linz wiederzubeleben. 
Der verheerende Budweiser Brand von 1728 vernichtete große Teile des Klosters und löste umfangreiche Umbauten aus. 
Am 14. Dezember 1784 löste Kaiser Joseph II. den Dominikanerkonvent auf. 1785 übersiedelten die Piaristen mit ihrem lateinischen Gymnasium und dem Studentenkolleg hierher, da ihr Kolleg zur Bischofsresidenz des neugegründeten Bistum Budweis wurde. Genau hundert Jahre später (1885) übernahmen die Redemptoristen das Kloster, aus deren Zeit die neugotischen Einrichtungen stammen und die bis 1949 in Budweis blieben. 
In der zweiten Hälfte des 20. Jahrhunderts fanden die Gebäude abwechselnd als Volkshochschule (lidová škola umění), Schulkantine, Finanzamt und für die Komenský-Akademie Verwendung. Im Jahr 1993 wurden zahlreiche weitere gotische Wandmalereien aus dem 14. Jahrhundert freigelegt. Das Kloster dient heutzutage als Grundschule künstlerischer Richtung und gehört der Diözese Budweis.

## Gebäude

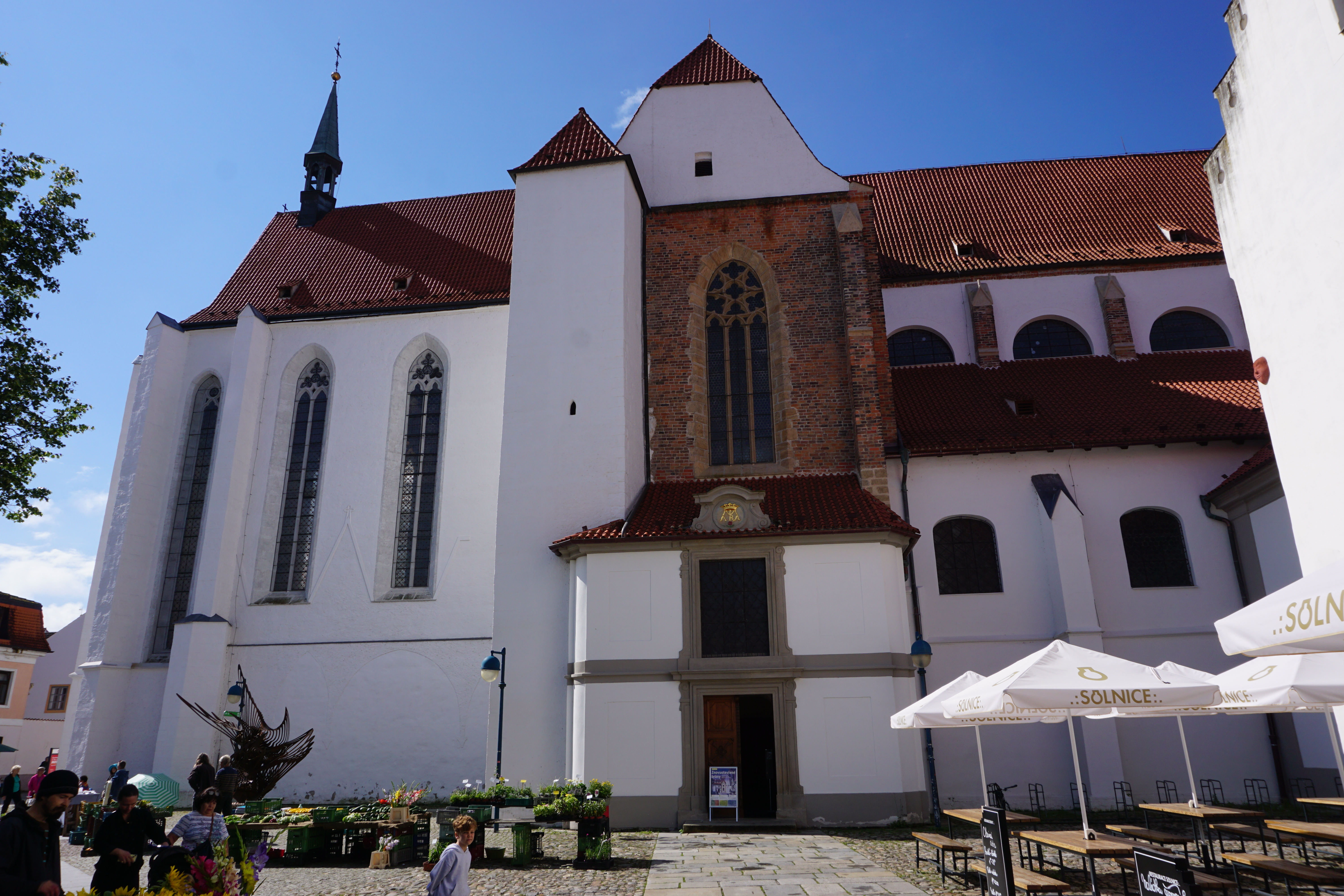
Seitenportal

Der Klosterkomplex bietet mit dem Zwiebelturm, dem Portal und den ovalen Fenstern unterhalb des Daches ein barockes äußeres Erscheinungsbild. Gotische Überreste sind der wertvolle Kreuzgang und unter anderem auch ein Fenster im Erdgeschoss des ursprünglich gotischen Turms.

### Kreuzgang
Der bemerkenswerte Kreuzgang wurde in der zweiten Hälfte des 14. Jahrhunderts erbaut. Die in den Innenhof hineinragende Brunnenkapelle wird ins Jahr 1380 datiert. Die wertvollste Wandmalerei ist das Bild der Schutzmantelmadonna, das aus geschichtlichen Überlegungen heraus wahrscheinlich im Jahr 1378 gemalt wurde: Unter dem ausgebreiteten Mantel der Madonna sind unter anderem zwei Gestalten mit königlichen Insignien zu sehen, die als Kaiser Karl IV. und dessen Sohn Václav IV. identifiziert wurden. Der Kreuzgang wurde in den Jahren 2004 bis 2010 renoviert und kann in den Sommermonaten besichtigt werden.

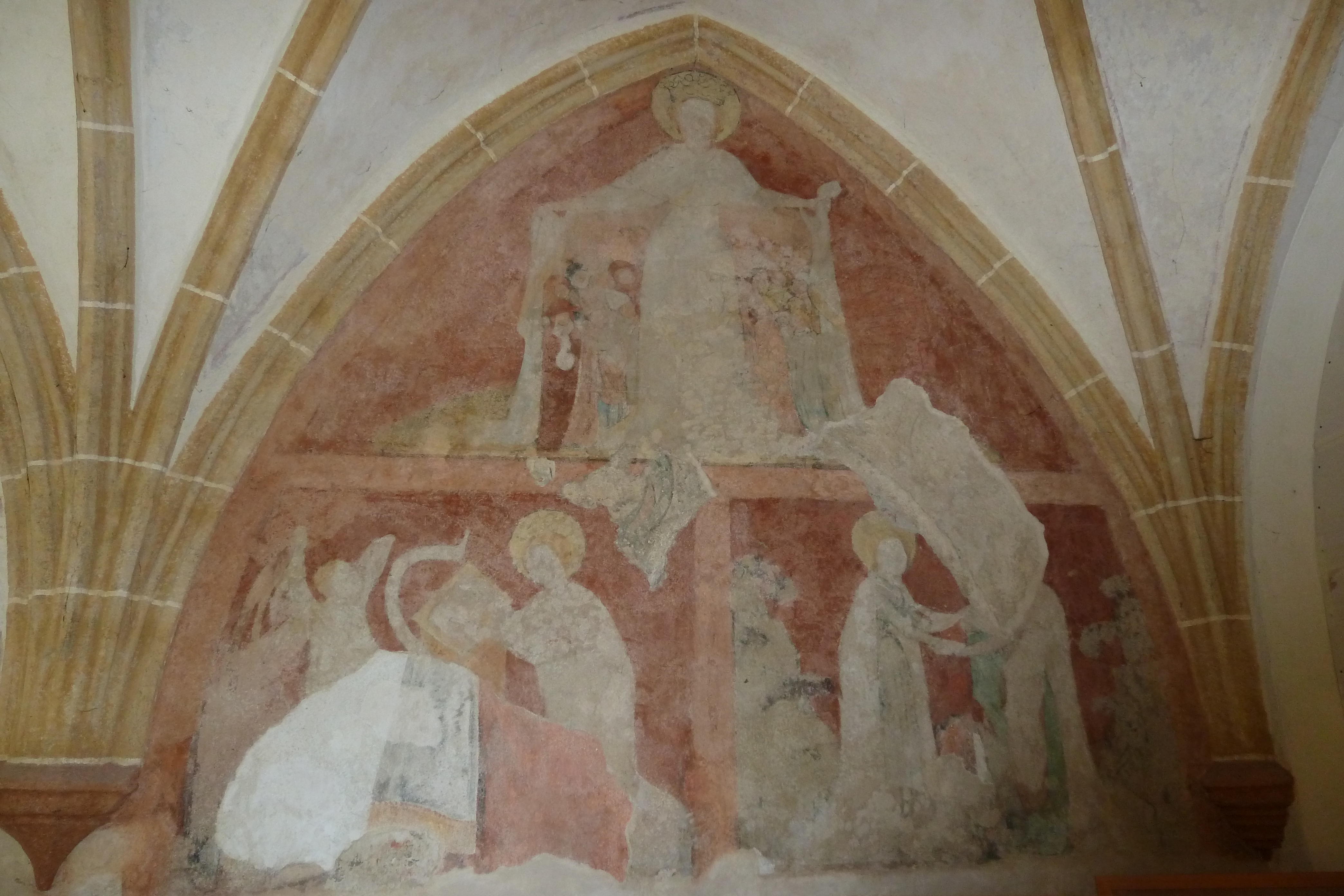
Wandmalerei Schutzmantelmadonna
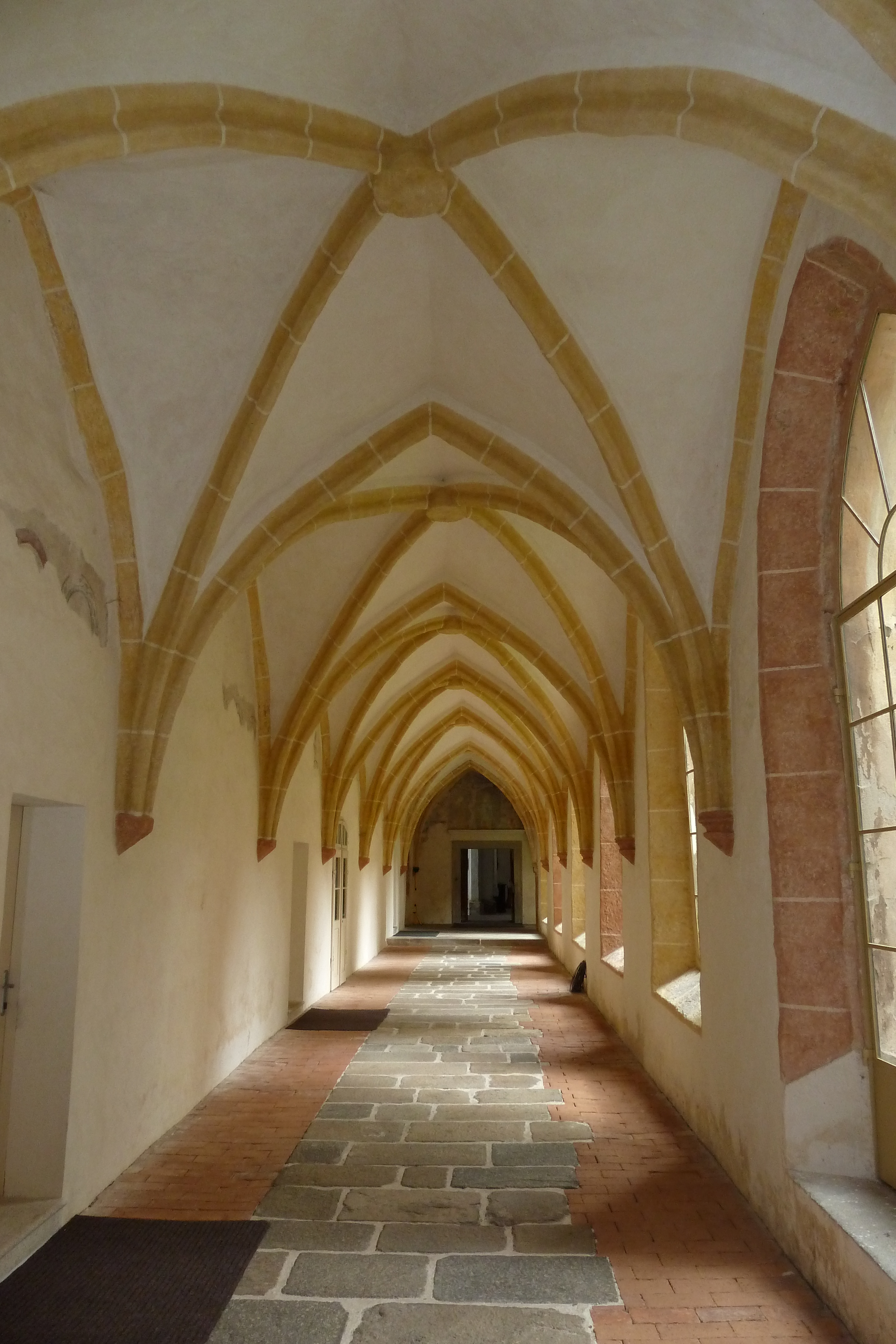
Kreuzgang
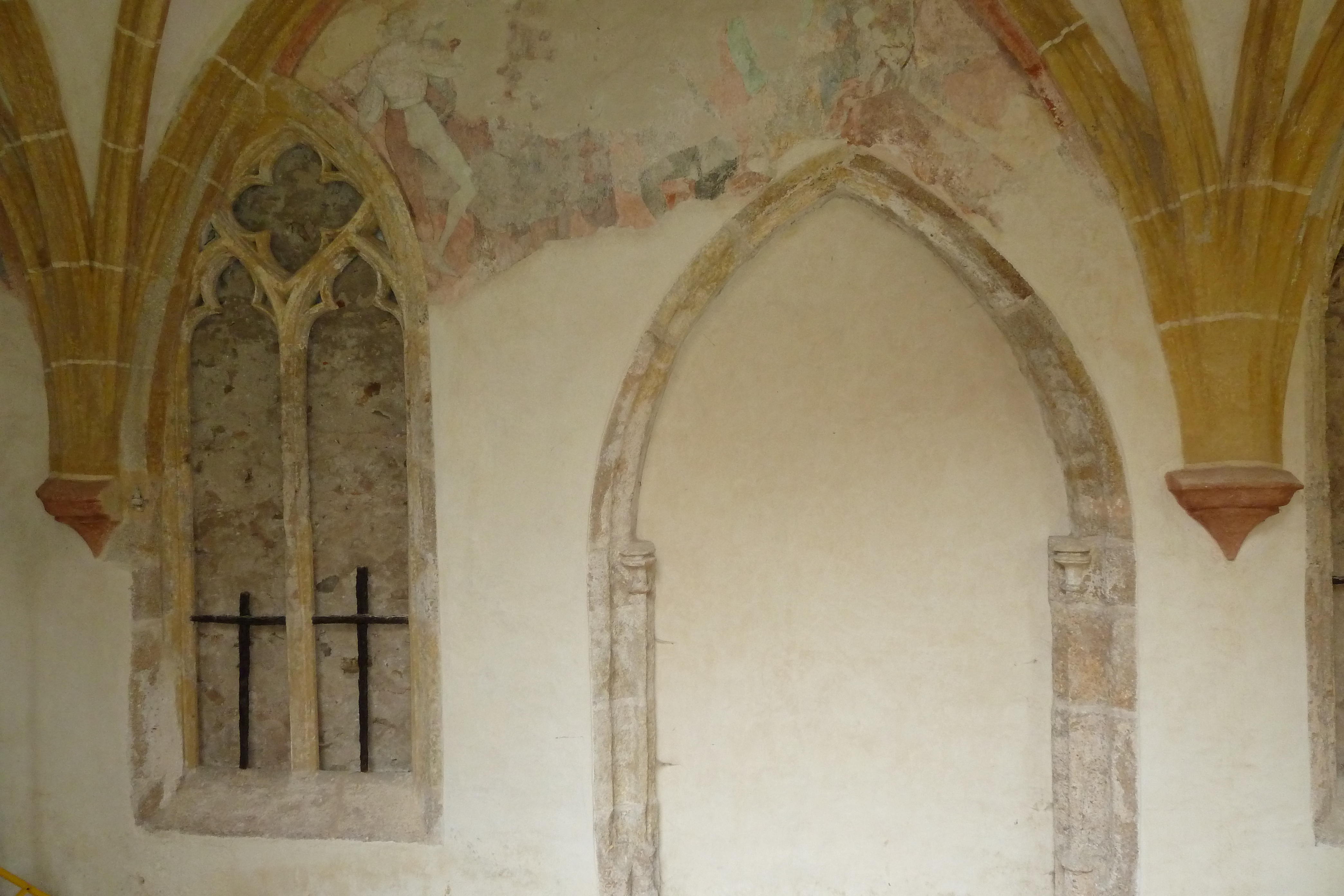
Ehemaliges Portal mit gotischem Fenster
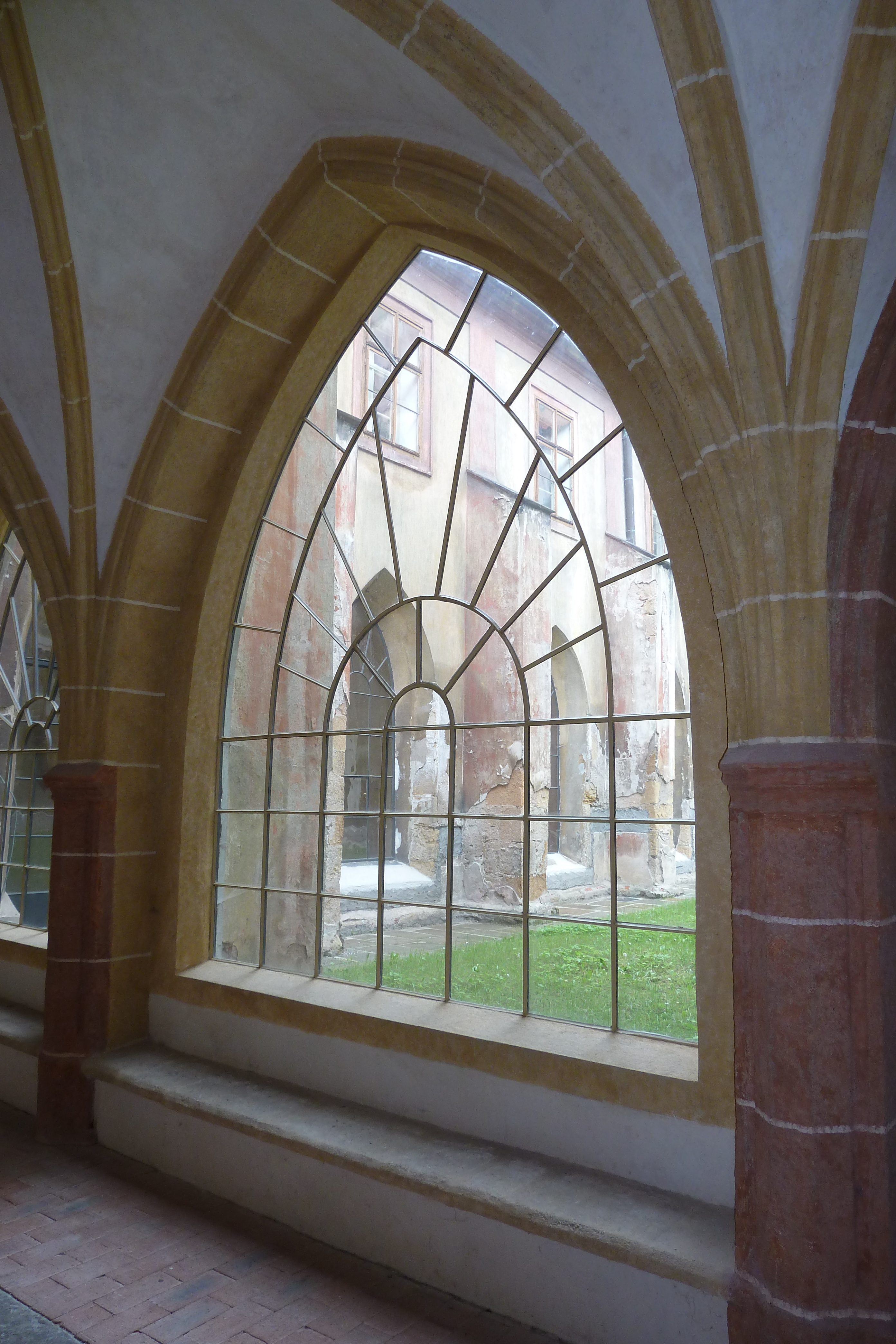
Gegenwärtige Form der meisten Fenster
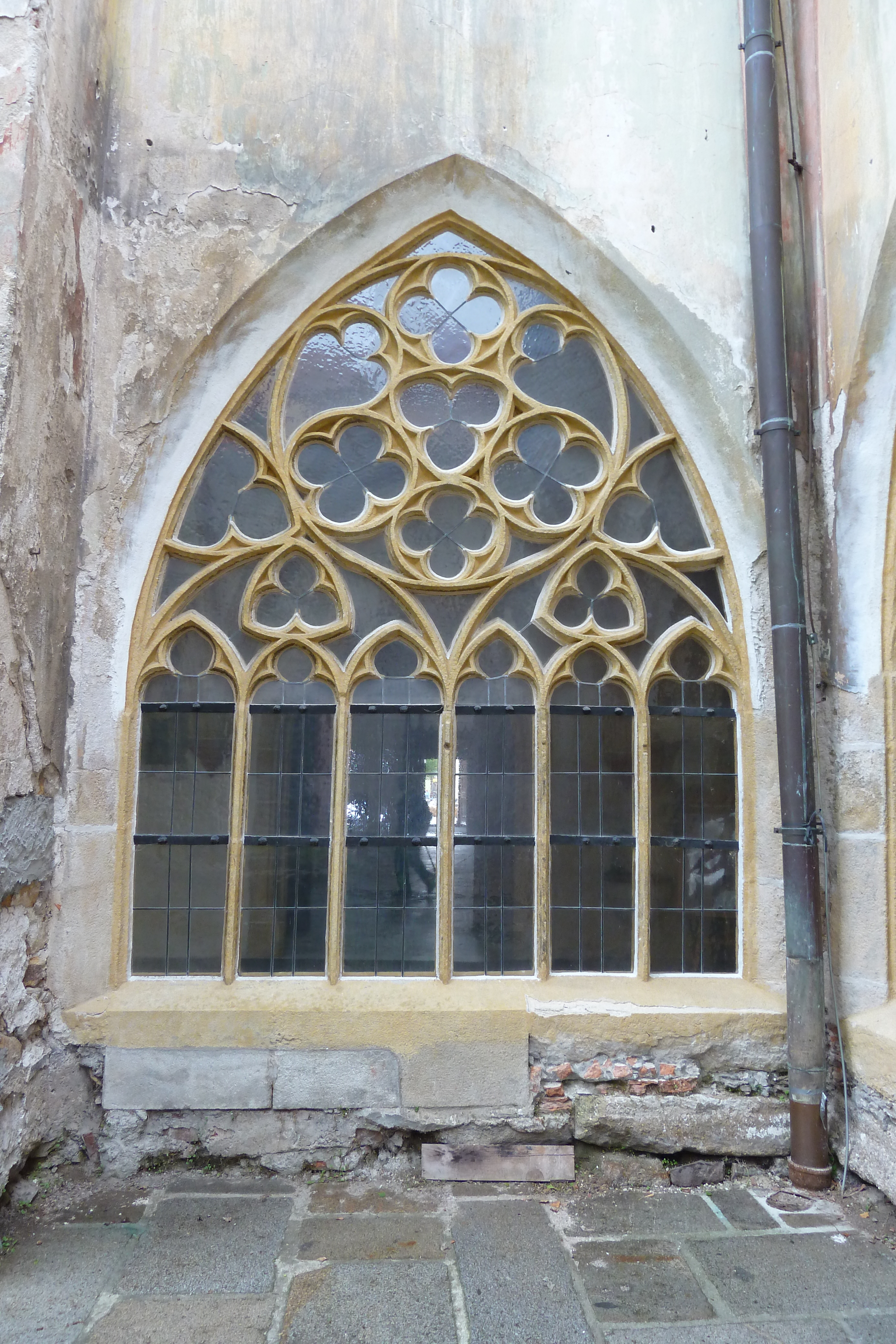
Maßwerk im Kreuzgang
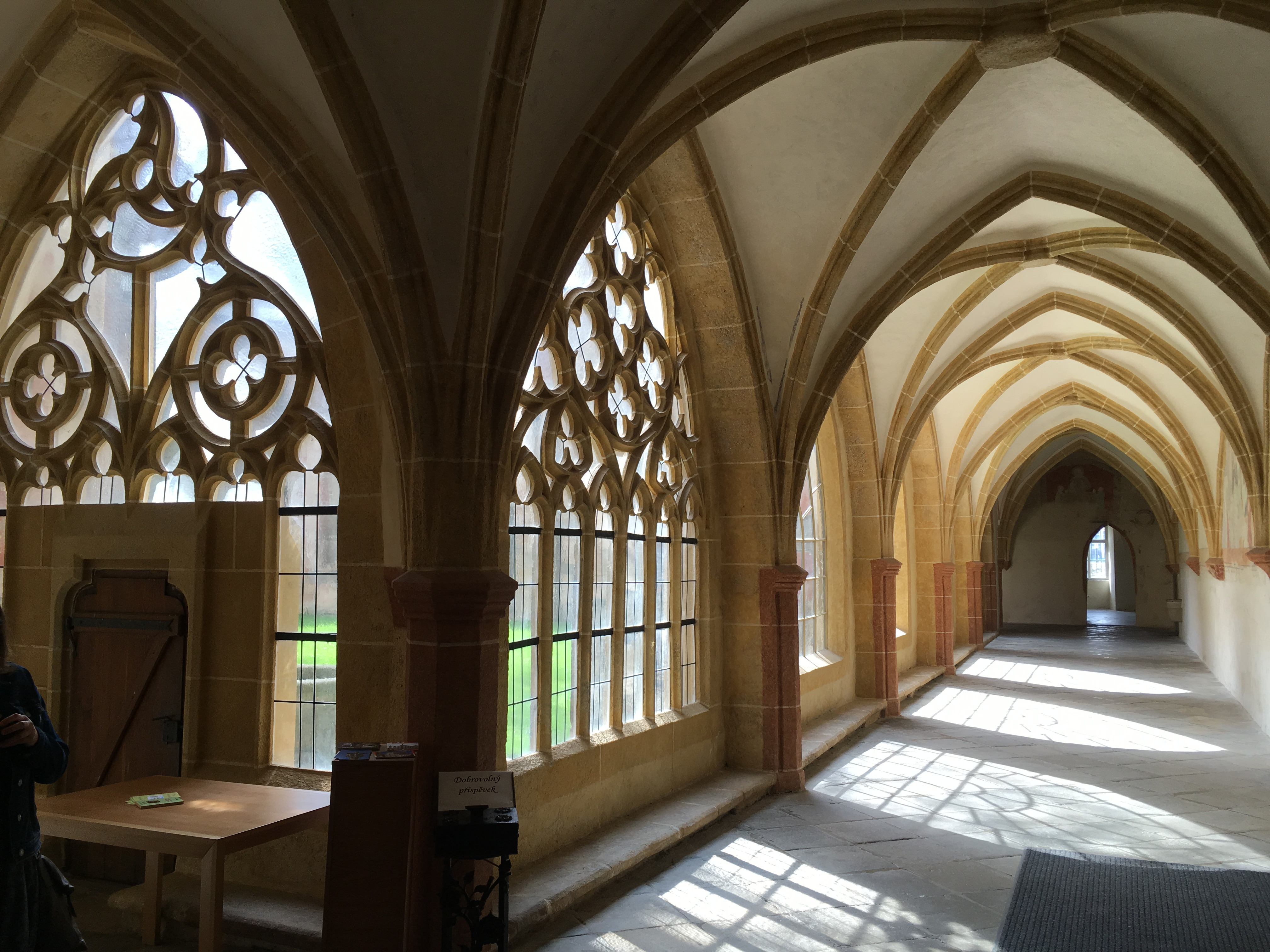
Die beiden erhaltenen gotischen Maßwerke im Kreuzgang
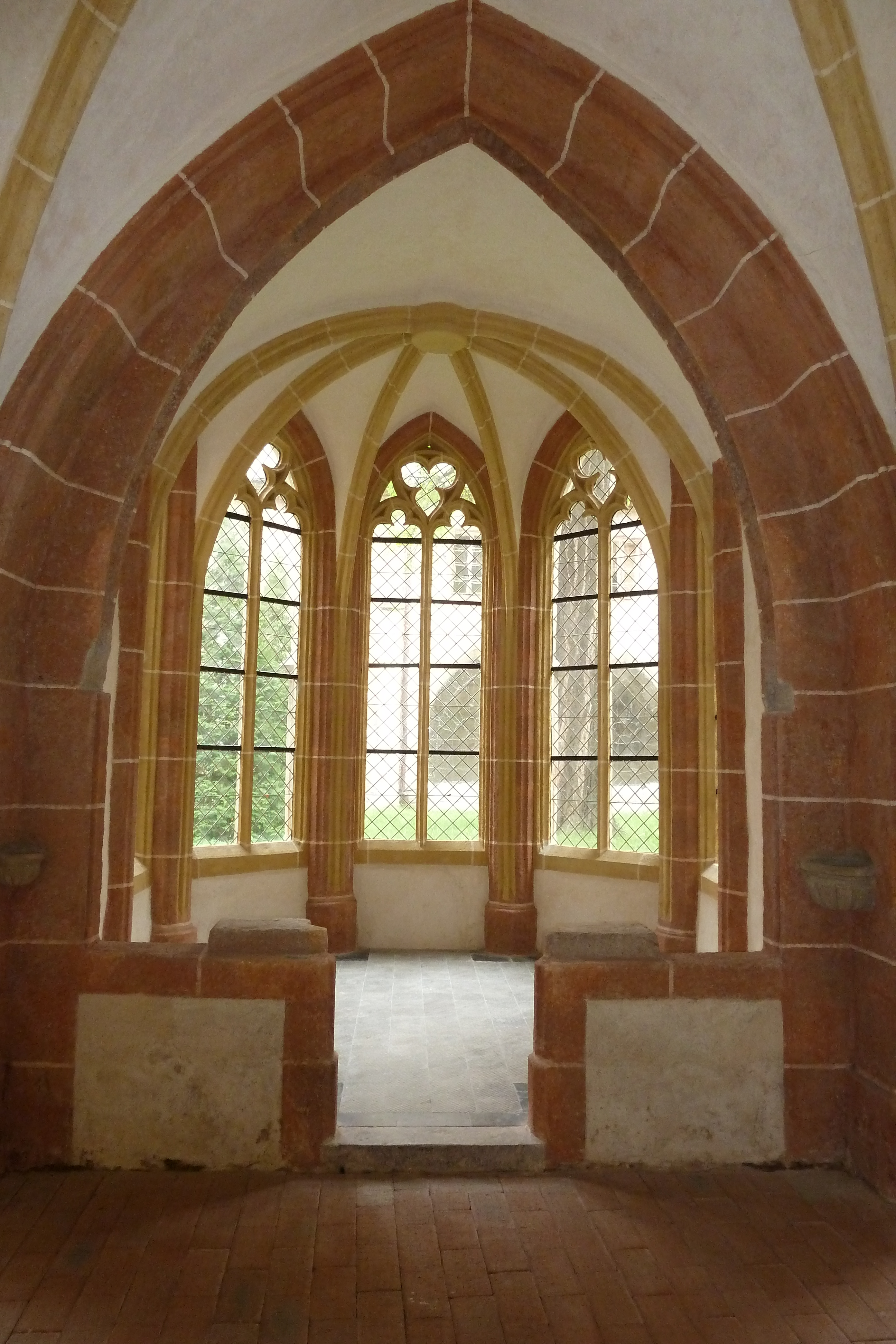
Brunnenkapelle im südlichen Kreuzgang
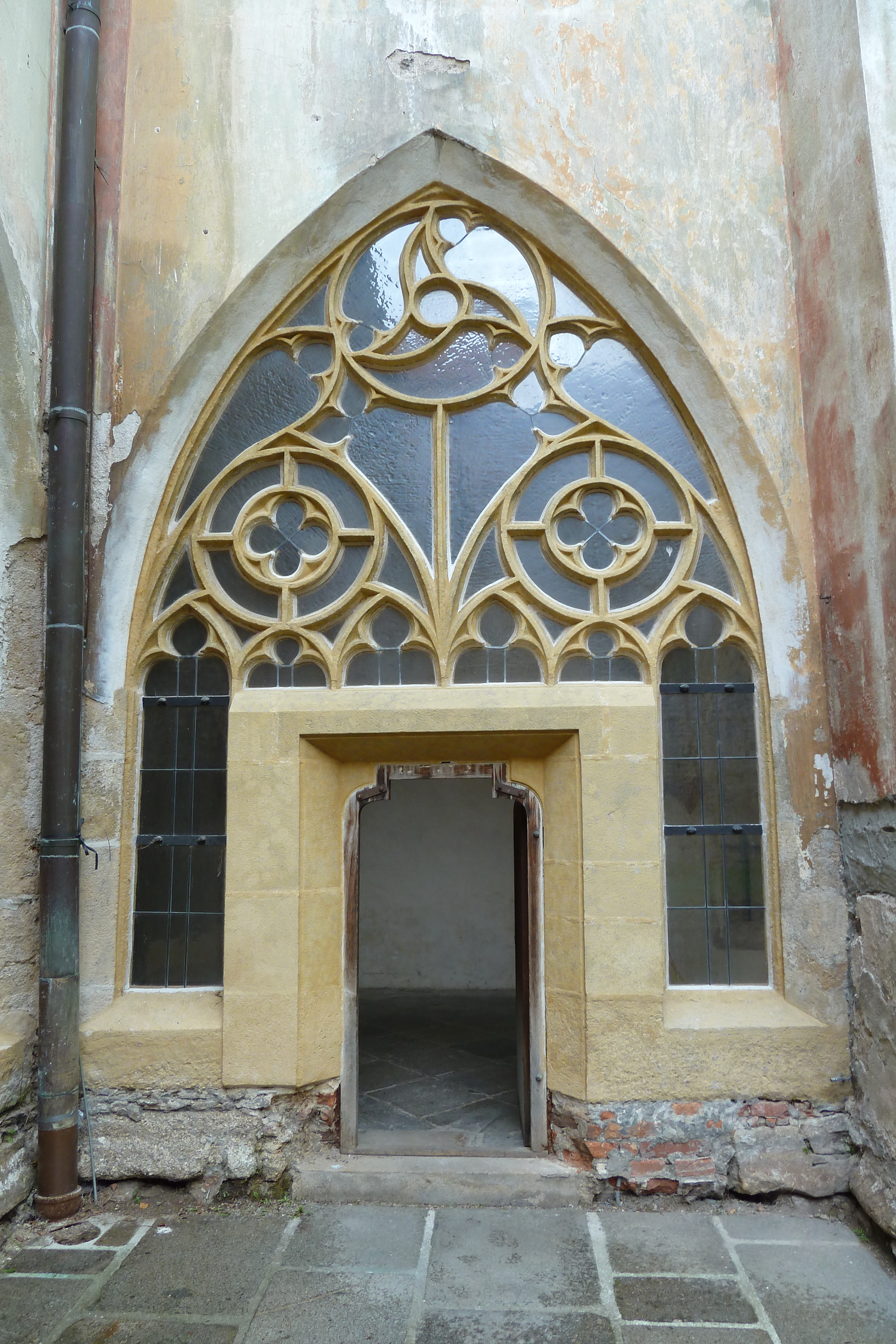
Fenstermaßwerk über dem Portal

### Weißer Turm

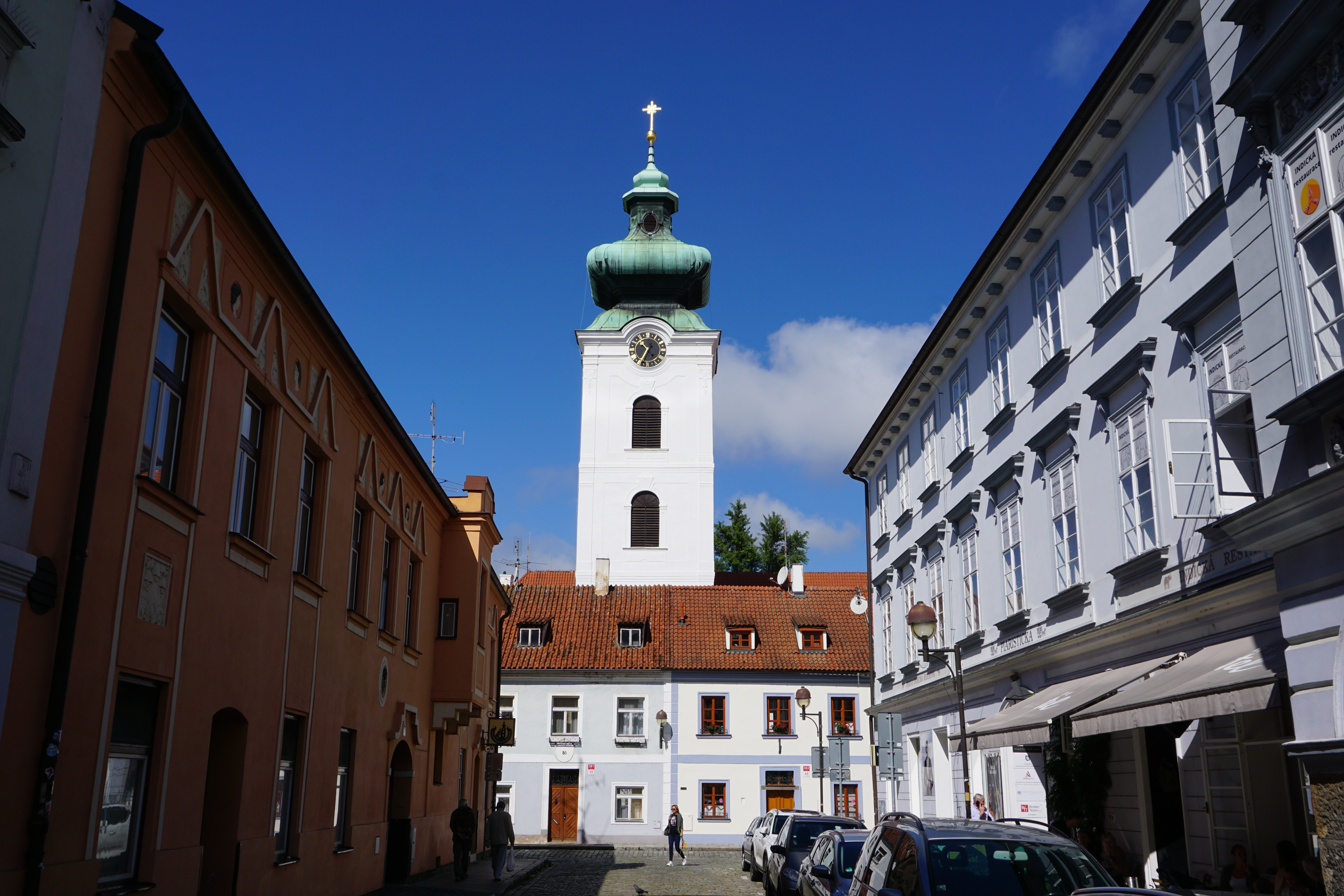
Weißer Turm von der Piaristická

Der allererste „Weiße Turm“ in Budweis war Teil der Stadtbefestigung an der Stelle des heutigen Südböhmischen Theaters. Noch heute zeigen angeblich einige Räume des Theaters einen kreisförmigen Grundriss. 
Der heutige Weiße Turm (Bílá věž) bildet zusammen mit dem farblich kontrastierenden sogenannten Schwarzen Turm (Černá věž) der Nikolauskathedrale eine markante optische Achse in der Altstadt von Budweis. Der Weiße Turm ist etwas älter, aber rund 20 Meter niedriger als der Schwarze Turm.
Der Weiße Turm wurde Mitte des 15. Jahrhunderts in gotischem Stil mit prismatischem Grundriss und einem hohen Walmdach erbaut. Die darin enthaltene Kapelle der Heiligen Felix und Adauctus wurde auch „Tschechische Kirche“ (ecclesia Bohemorum) genannt. Nach dem Brand von 1728 wurde ein barocker Oberbau mit einem provisorischen Dach errichtet. Im Jahr 1772 wurde schließlich die moderne Form der Kuppel im Rokokostil vollendet. Im Erdgeschoß sind ein gotisches Fenster und im Inneren Reste von spätgotischen Wandmalereien erhalten. 

## Außenansicht vor der Renovierung

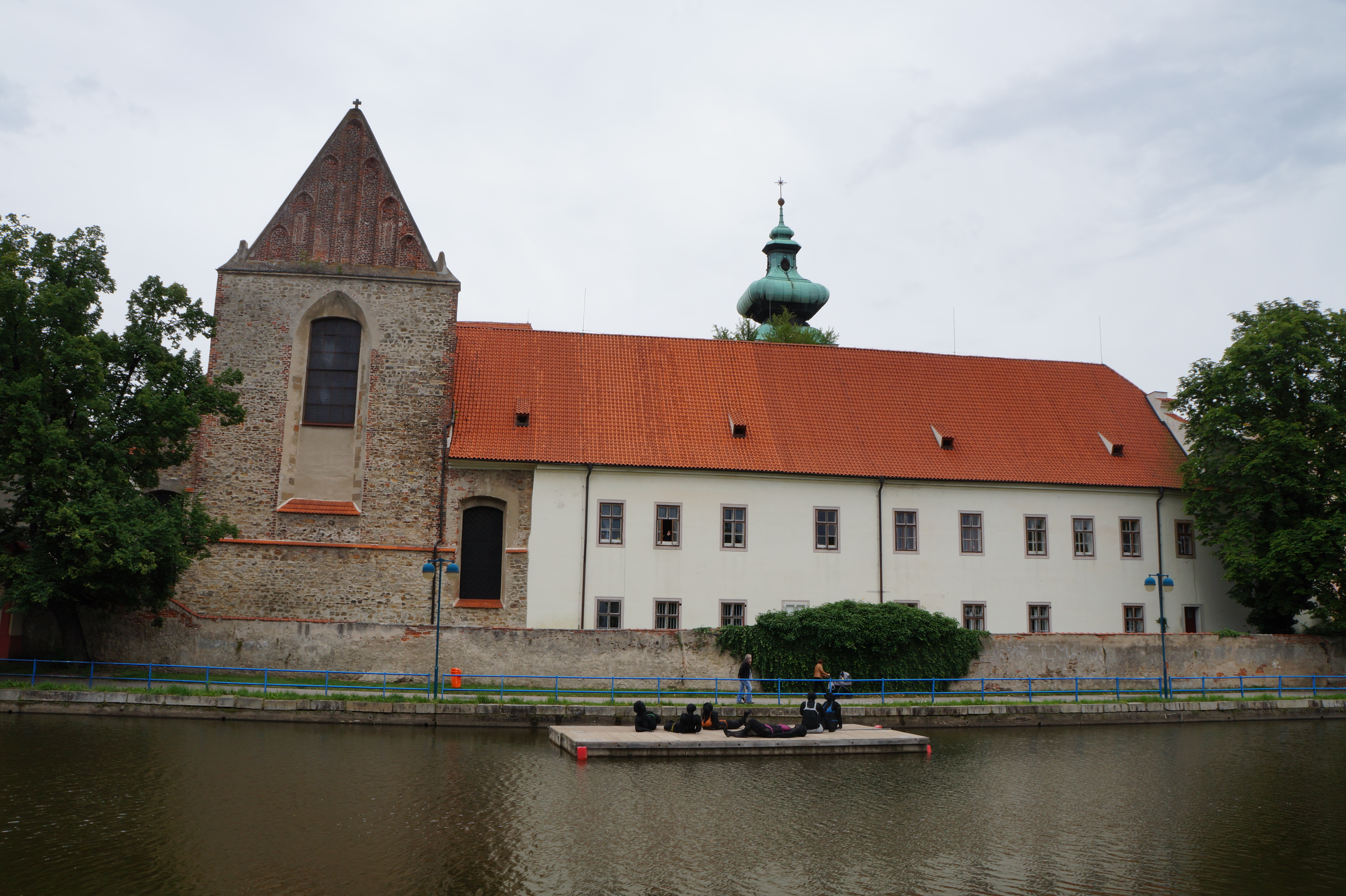
Blick vom Westen über die Maltsch
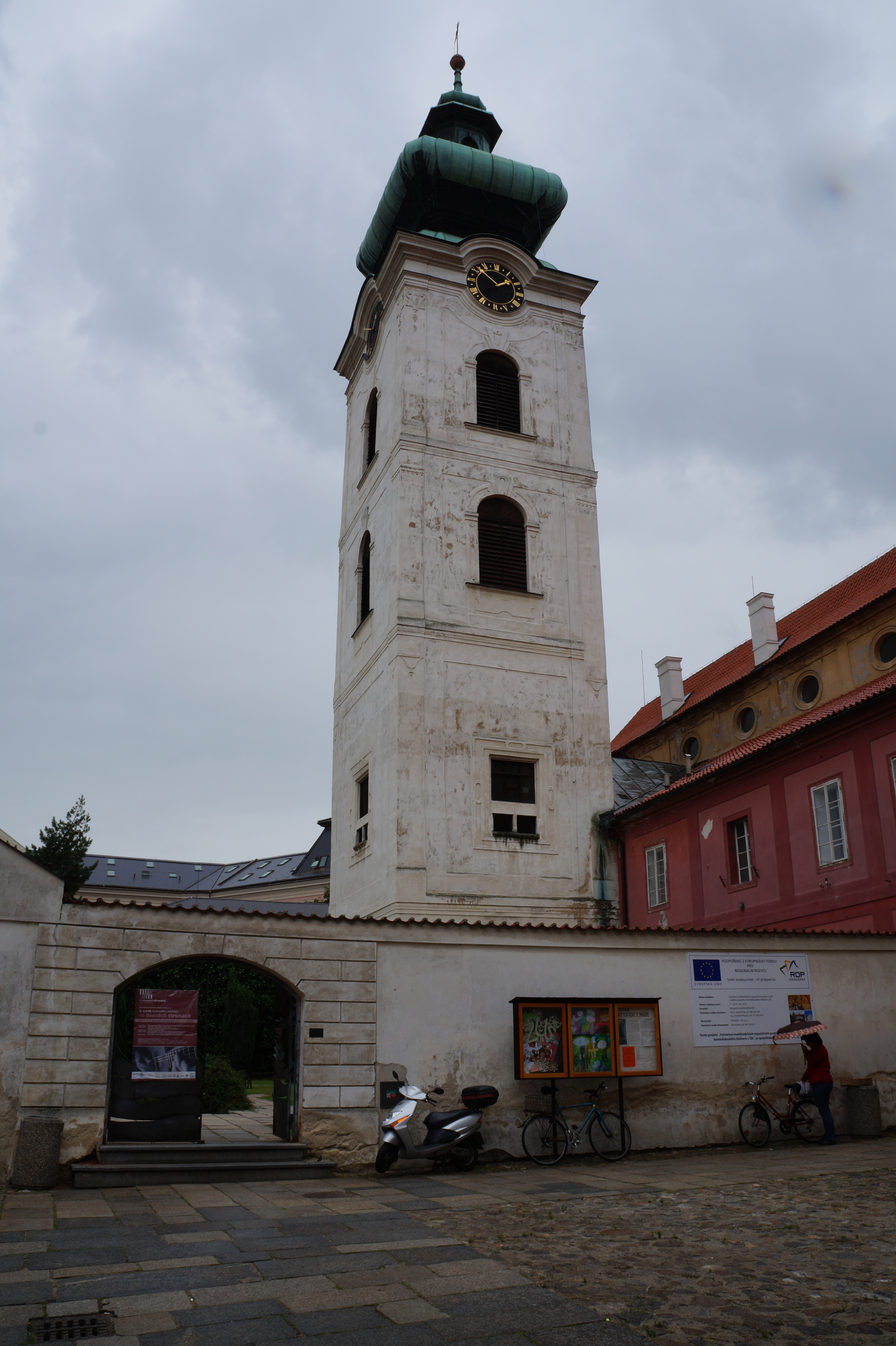
Der weiße Turm (vor der Renovierung)
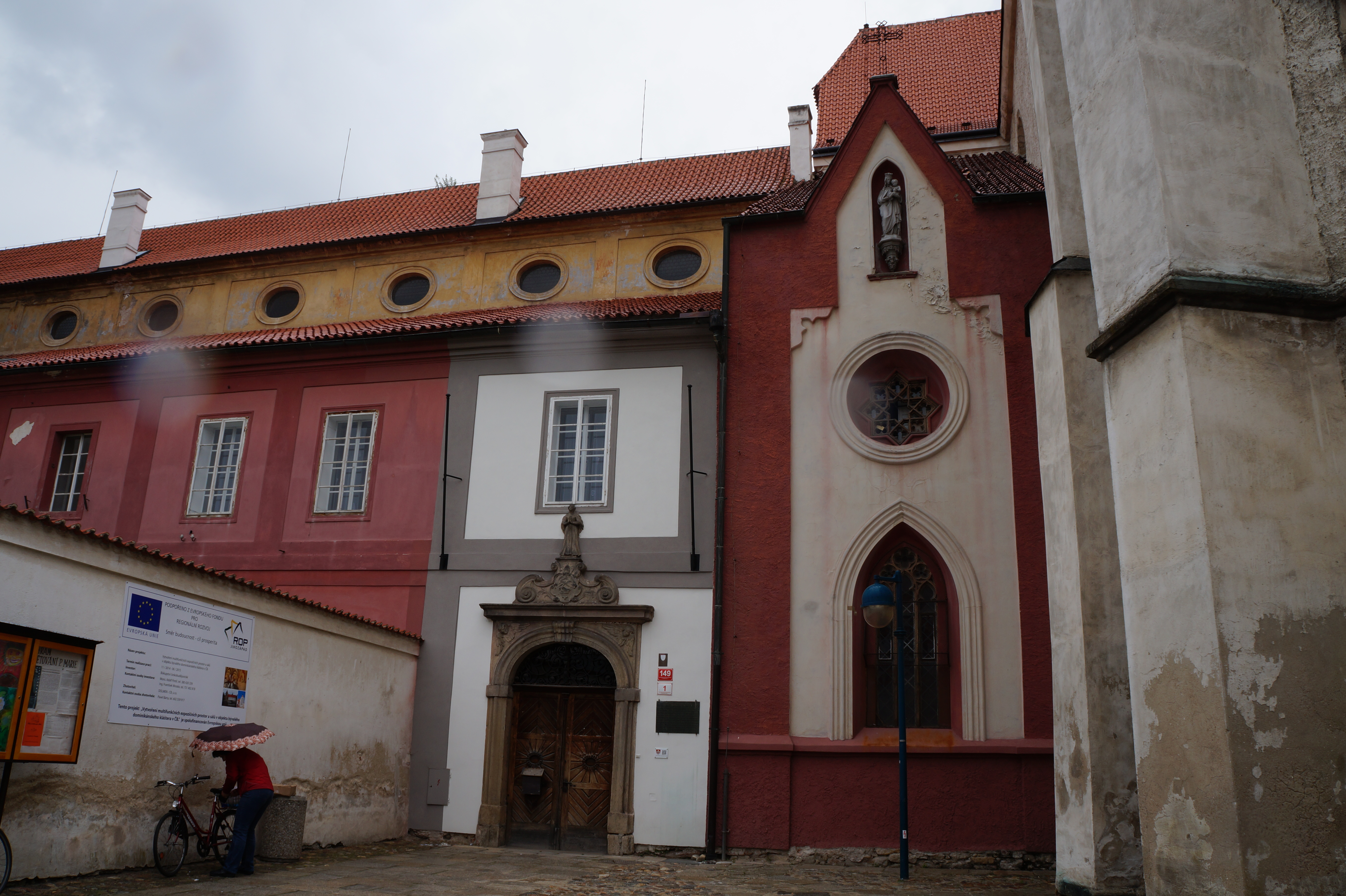
Klosterportal (vor der Renovierung)
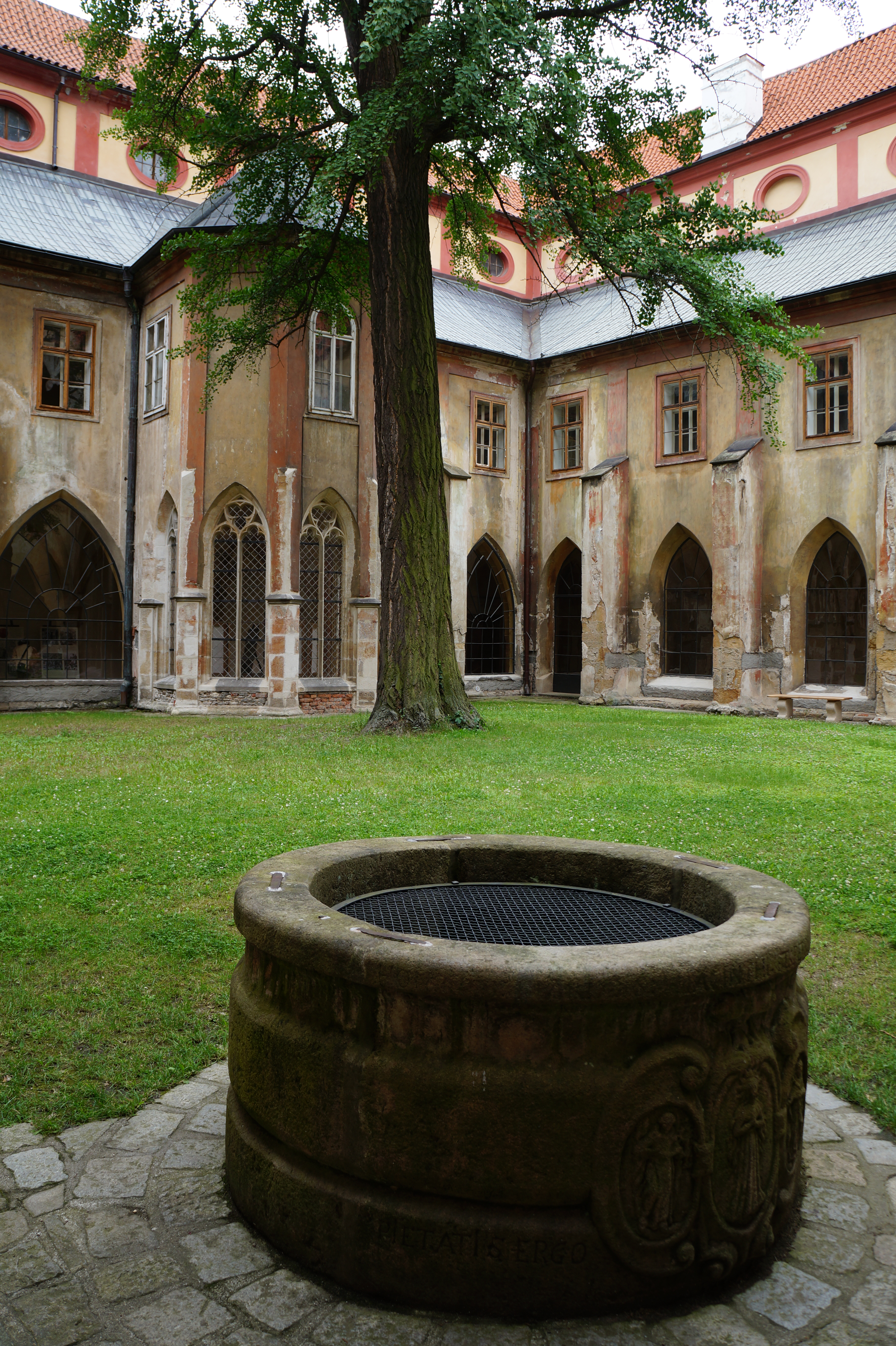
Brunnen im Hof